# Maximiliano Cejas
Maximiliano Roldán Cejas (La Plata, 7 febbraio 1980) è un ex calciatore argentino, di ruolo centrocampista.

## Carriera
Ha vestito le maglie dell'Estudiantes (LP), del Defensa y Justicia, del Milazzo, del Giugliano, del Taranto e del Benevento. Nell'agosto 2010 viene acquistato dal Brindisi.
Nella stagione 2007-2008 della Serie C1 ha sfiorato la promozione in Serie B con il Taranto perdendo la finale dei play-off contro l'Ancona (0-0, 2-1).
Il 18 gennaio 2011 passa alla Ternana in Prima Divisione dopo essersi svincolato dal Brindisi. Con la maglia rossoverde conquisterà una promozione in Serie B. A fine anno la Ternana non rinnova il suo contratto lasciando il giocatore svincolato.
Il 26 giugno firma per il Latina in Lega Pro Prima Divisione, con la quale raggiunge la Serie B.
Nel gennaio 2014 Lorenzo Pedroni lo porta al Forlì, dove raggiunge la terza promozione consecutiva con tre squadre diverse, questa volta viene promosso in Serie C, diventando anche capitano della squadra.
Il 23 giugno 2015 firma un contratto annuale con l'Olbia in Serie D.
Il 17 dicembre 2015 firma per il Casarano, squadra che milita nel campionato di Eccellenza pugliese.
Ad agosto 2017 firma per i campioni in carica di San Marino del La Fiorita, siglando un contratto annuale.
Rimasto svincolato, il 5 dicembre 2018 si accasa con i dilettanti del Ferentillo Valnerina, militanti in Seconda Categoria, ritrovando in squadra l'ex compagno ai tempi della Ternana Salif Dianda.

### Nazionale
Ha fatto parte nel 1997 della nazionale argentina Under-17 giocando il Mondiale di categoria.

## Palmarès

### Club

#### Competizioni nazionali
- Lega Pro Prima Divisione: 1

Ternana: 2011-2012
- Coppa Italia Lega Pro: 1

Latina: 2012-2013
- Campionato Dilettanti: 1

La Fiorita: 2016-2017